# Château de La Tour-d'Aigues
 (décembre 2013).
Si vous disposez d'ouvrages ou d'articles de référence ou si vous connaissez des sites web de qualité traitant du thème abordé ici, merci de compléter l'article en donnant les références utiles à sa vérifiabilité et en les liant à la section « Notes et références ».
Le château de La Tour-d'Aigues est un château situé à La Tour-d'Aigues, dans le département de Vaucluse.
Le château de la Tour d’Aigues offre aujourd’hui aux visiteurs le spectacle d’un superbe bâtiment sortant, peu à peu, de l’état de ruine où les derniers siècles l’avaient laissé. Sa longue histoire et les divers remaniements qu’il a subi se lisent encore dans ses vestiges pour tout spectateur attentif et averti.

## Historique

### Les origines: duXIeauXVesiècle
Si l’on en croit la tradition populaire, l’origine du château remonterait à une tour romaine…mais c’est là pure légende.
C’est au XIe siècle (en 1002, puis en 1018) que l’on trouve les plus anciennes mentions d’une « Turris » qui donnera son nom au village…
Les puissants comtes de Forcalquier possèdent, sur une éminence dominant la vallée de l’Èze, une fortification qui surveille les chemins et drailles reliant Aix-en-Provence, la riche plaine de Pertuis dans la vallée de la Durance, le Luberon et les Alpes.
Protégé par cette « Tour » donnée en fief à un certain Béranger, vicomte [d'Avignon], se créé, peu à peu, le village. De ce premier « château », situé à plusieurs dizaines de mètres de celui que nous voyons aujourd’hui, il ne reste rien. Seule une rue délimitant le quartier dit du « Château Vieux » en perpétue le souvenir.
Ne pouvant s’agrandir, bloquée entre le rebord de la falaise et le village, cette première fortification est abandonnée pour une nouvelle construction édifiée hors de l’enceinte des habitations. A quelle date ? Nous ne le savons pas exactement mais, les techniques de construction de ce qui nous en est parvenu nous orientent vers le XIVe siècle.
De ce qui s’est passé entre XIe et le XVe siècle, nous savons seulement que la seigneurie est devenue, au XIIe siècle, une possession de la famille provençale des Sabran, avec Raine de Sabran. Une autre branche de cette très ancienne famille possédait encore récemment le château voisin d’Ansouis.

### Le château médiéval:XVesiècle
D'importants travaux créent un véritable château autour du donjon primitif.
À partir de 1420, le fief passe à la puissante famille d'Agoult : Fouquet (ou Foulque) d’Agoult, comte de Sault, chambellan et conseiller du Roi René, devient seigneur de La Tour d’Aigues. Riche et puissant il réalise d’importants travaux et crée un véritable château autour du donjon primitif. Ce donjon, conservé, avait alors un aspect beaucoup plus militaire qu’aujourd’hui. Il faut l’imaginer sans les grandes fenêtres de la façade et sans les ornements (bossages d’angle étoilés, blasons, etc.). La demeure seigneuriale de Foulque avait la forme d’un quadrilatère irrégulier, bâti autour de ce donjon, avec une tour ronde à chaque angle. On peut voir encore deux de ces tours, celles des angles Nord-Est et Nord-Ouest dans la partie arrière de l’édifice (elles sont revêtues d’un placage de style « Renaissance » plus tard).
Ce château était à peine plus petit que l’actuel : sa façade se situait quelques mètres en retrait de celle que nous voyons aujourd’hui comme en témoignent les restes visibles lors de la visite des caves du bâtiment. Il était entouré de douves sur trois de ses côtés, le quatrième étant naturellement défendu par la falaise qui domine la vallée de l’Eze. Ces douves étaient alimentées en eau grâce aux gigantesques aménagements hydrauliques réalisés par Foulque d’Agoult sur le territoire de sa « baronnie » qui regroupait plusieurs villages de ce que l’on appellera, à partir du XVe siècle, la « Vallée d’Aigues ». Ces aménagements permettaient en effet, d’amener l’eau des sources du piémont du Luberon, jusqu’au château via deux étangs dont celui de la Bonde qui existe toujours.
Nous savons aussi, par un inventaire dressé en 1491, que ce château médiéval était somptueusement décoré et meublé.
Au début du XVIe siècle, toute la partie Sud de l’édifice médiéval est abattue pour laisser place à une magnifique façade.

### La métamorphose: le château renaissance
Au début du XVIe siècle, la baronnie échoit à la famille des Bouliers-Cental et, à partir de 1550, le baron Jean-Louis-Nicolas transforme complètement son château. Ce jeune seigneur a, en effet, passé une partie de sa jeunesse en Île-de-France, au service de la célèbre famille de Montmorency et il en revient avec le projet de moderniser et d'embellir sa demeure provençale : c'est ainsi que naît le château « Renaissance ».
Toute la partie sud de l'édifice médiéval est abattue pour laisser place à une magnifique façade dont nous admirons encore aujourd’hui les deux pavillons d'angle et le triomphal portail à colonnes et fronton d'entrée de style antique. Celui-ci ouvrait sur une « cour d'honneur » précédant le donjon et encadrée, à l'est et à l'ouest, par deux ailes auxquels de grands portiques à colonnade donnaient accès. Quant à l'arrière du bâtiment, il était conservé mais « rhabillé » (ainsi que le donjon) dans un style Renaissance par un placage le mettant en harmonie avec la nouvelle construction. Les travaux durèrent jusqu'en 1571 (date inscrite au sommet du fronton du portail d'entrée).
Le résultat était superbe et le château est un des plus beaux exemples de l'art de la Renaissance en Provence. Il accueillait, en 1579, la visite de Catherine de Médicis.

### duXVIIesiècleà la Révolution

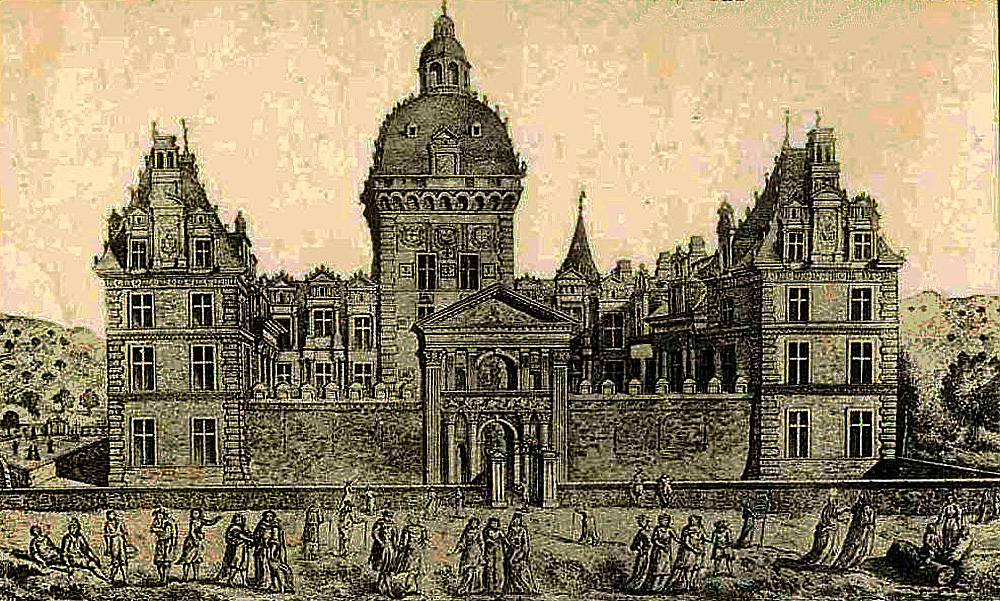
Gravure du château avant l'incendie de 1780.

Le château connaît des transformations intérieures et s’enrichit d’importantes collections.
Après le décès de Jean-Louis-Nicolas de Bouliers, en 1584, et un règlement successoral difficile, la baronnie passe, en 1598, à Chrétienne d’Aguerre, comtesse de Sault, puis à son fils Charles de Créqui, qui s’allie à la famille dauphinoise des Lesdiguières.
Sous Chrétienne d'Aguerre, le château est de nouveau l'objet de transformations qui concernent essentiellement le donjon et ses abords.
Le donjon est alors couvert d'un énorme dôme avec lanternon, bien visible sur d'anciennes gravures mais aujourd’hui disparu, et sa façade sur cour est ornée de blasons et de tableaux contenant des initiales (C L D pour Créqui Les Diguières) que la restauration récente de l'édifice nous a restitués.
Chrétienne d'Aguerre fait aussi considérablement embellir les abords du château en particulier les jardins. Volière, grand parterre sur mur de soutien avec arcades et bordé de balustres, terrasses, jeu de paume et carrosserie sont au programme… une partie seulement de ces ambitieux projets sera réalisée…
Le XVIIIe siècle est celui de la famille de Bruny, avec Jean-Baptiste de Bruny, qui achète la baronnie en 1719. Le château connaît, alors, surtout des transformations intérieures et s'enrichit d'importantes collections. Les derniers barons sont en effet des amateurs d'art, bibliophiles et esprits curieux d'expériences scientifiques. Le parc et les jardins connaissent leurs ultimes embellissements : grand canal, tèse, labyrinthe, orangerie, ménagerie… et une faïencerie voit le jour. On peut en découvrir des productions dans le « musée des faïences » installé dans les sous-sol du château.

### Ruine et abandon
La fin du XVIIIe siècle est fatale au château. En 1780, un incendie, accidentel, ravage l’aile nord du bâtiment, causant d’énormes dégâts. Les travaux de reconstruction ne sont pas achevés lorsque la Révolution éclate… Le 14 septembre 1792, un groupe de « révolutionnaires » s’attaque à l’édifice : le dernier baron Jean-Baptiste-Jérôme de Bruny, est absent mais son château est pillé et le feu s’en empare : il brûle pendant cinq jours… Il faut, bien sûr, situer cet événement dans le contexte d’ébullition que connaît la France à l’automne 1792, quelques semaines après la chute des Tuileries et de la royauté, mais aussi tenir compte des multiples rancunes accumulées par les villageois, à l’encontre de leurs derniers seigneurs. Au cours du siècle, en effet, les différents et les multiples procès qui ont opposé les deux partis témoignent d’un climat d’hostilité de plus en plus vive. Le château, réduit à l’état de ruine, tombe dans l’abandon et sert de « carrière » aux habitants du village et des environs pendant tout le siècle suivant. C’est donc un bâtiment extrêmement délabré que le Conseil Général de Vaucluse achète en 1897. Cette acquisition permet de sauver les derniers vestiges du château.

### La restauration
Récemment, les trois niveaux du donjon ont été restitués et sa façade, jusque-là éventrée, a été réhabilitée.
Pendant les deux premiers tiers du XXe siècle le bâtiment ne connaît que quelques travaux de consolidation. Il accueille, en été, dans sa cour, des spectacles lyriques et des bals populaires. Il faut attendre 1974 pour voir sa résurrection débuter… le Conseil Général de Vaucluse décide alors d'entreprendre la restauration du château.
Plus de 1 000 m2 de caves sont déblayées et aménagées en lieux d'expositions, spectacles et musées. Le pavillon sud-est est reconstruit et accueille aujourd’hui les visiteurs, la terrasse est réhabilitée.
Plus récemment, les trois niveaux du donjon ont été restitués et sa façade, jusque-là éventrée, a été réhabilitée.
Le réouverture au public a eu lieu en 1985 : le château abrite alors deux musées, celui des faïences et celui du Pays d'Aigues.
Depuis 1986, des expositions et des spectacles ont lieu toute l'année dans les caves. Un festival d'été se déroule dans la Cour d'honneur.
Le monument est classé aux monuments historiques par arrêté du 21 décembre 1984.